# نيل بيرسون
نيل بيرسون (بالإنجليزية: Neil Pearson)‏ هو ممثل بريطاني، ولد في 27 أبريل 1959 بلندن في المملكة المتحدة.

## أعمال

### أفلام
- (2001) مذكرات بريدجيت جونز[5]
- (2004)  على حافة المنطق[6]

## وصلات خارجية
- نيل بيارسون على موقع IMDb (الإنجليزية)
- نيل بيارسون على موقع ألو سيني (الفرنسية)
- نيل بيارسون على موقع أول موفي (الإنجليزية)
- نيل بيارسون على موقع قاعدة بيانات الأفلام السويدية (السويدية)
- نيل بيارسون على موقع قاعدة بيانات الفيلم (الإنجليزية)
- نيل بيارسون على موقع كينوبويسك (الروسية)